# Gertschiola
Gertschiola är ett släkte av spindlar. Gertschiola ingår i familjen dallerspindlar.
Kladogram enligt Catalogue of Life:
| Gertschiola | \| \| Gertschiola macrostyla \| \| \| \| \| \| Gertschiola neuquena \| \| \| \| |
|             | \| \| Gertschiola macrostyla \| \| \| \| \| \| Gertschiola neuquena \| \| \| \| |
|             | Gertschiola macrostyla                                                          |
|             |                                                                                 |
|             | Gertschiola neuquena                                                            |
|             |                                                                                 |